# Transcopic
Transcopic Records is een platenlabel en werd in 1998 opgericht door Graham Coxon (Blur-gitarist tot 2002). Zijn solowerk verscheen onder dit label (tot nu toe zes platen: "The Sky Is Too High" ('98), "The Golden D" ('99), "Crow Sit On Blood Tree" ('01), "The Kiss Of Morning" ('02), "Happiness In Magazines" ('04) en "Love Travels At Illegal Speeds" ('06)) maar ook dat van andere groepen waaronder Mower, Billy Childish and The Buff Medways, You Am I en Louis Vause.
Het label wordt geleid door Graham Coxon en Jamie Davis en is een subdivisie van Parlophone (en daardoor ook van EMI). 
De cd-doosjes van dit label zijn bijna altijd van karton. Daarover zeggen ze op hun website: "Het ziet er zelfgemaakt uit, meer organisch, is het niet? Esthetisch meer bevredigend. Het stinkt niet naar massaproductie en het breekt niet als je het laat vallen."
Het artwork op de hoesjes wordt meestal door de artiesten zelf verzorgd, "unless it's crap".